# 4773 Hayakawa
A 4773 Hayakawa (ideiglenes jelöléssel 1989 WF) a Naprendszer kisbolygóövében található aszteroida. Kin Endate,  Vatanabe Kazuró fedezte fel 1989. november 17-én.